# József Bozsó
József Bozsó (* 8. Juli 1960 in Szolnok) ist ein ungarischer Badmintonspieler. 

## Karriere
József Bozsó feierte seinen größten sportlichen Erfolg, als er mit dem Team von Honvéd Zrínyi SE im Jahr 1982 ungarischer Mannschaftsmeister wurde. Bei den Einzelmeisterschaften blieb er dagegen ohne nationalen Titel, konnte jedoch einige zweite und dritte Plätze erkämpfen. Bereits 1976 war er in Ungarn Juniorenmeister im Herrendoppel mit Lajos Busi geworden.

## Sportliche Erfolge
| Saison | Veranstaltung                              | Disziplin    | Platz | Name                      |
| ------ | ------------------------------------------ | ------------ | ----- | ------------------------- |
| 1976   | Ungarn: Einzelmeisterschaften der Junioren | Herrendoppel | 1     | Jozsef Bozso / Lajos Busi |
| 1982   | Ungarn: Mannschaftsmeisterschaft           | Mannschaft   | 1     | Honvéd Zrínyi SE          |

## Referenzen
- Ki kicsoda a magyar sportéletben? Band 1 (A–H). Szekszárd, Babits Kiadó, 1994. ISBN 963-7806-90-3

| Personendaten    | Personendaten                |
| ---------------- | ---------------------------- |
| NAME             | Bozsó, József                |
| KURZBESCHREIBUNG | ungarischer Badmintonspieler |
| GEBURTSDATUM     | 8. Juli 1960                 |
| GEBURTSORT       | Szolnok                      |